# Rhipidura semirubra
Rhipidura semirubra là một loài chim trong họ Rhipiduridae.